# عبد الحفيظ مطالسي
عبد الحفيظ مطالسي (بالفرنسية: Abdelhafid Metalsi)‏
```
هو 
ممثل
 
فرنسي
، ولد في 1969 في 
الجزائر
.
[
1
]
[
2
]
```

## أعمال

### أفلام
- (2003) حدث ذات مرة في مكسيكو[3][4]
- (2005) ميونخ[5]
- (2010) حر اليدين
- (2010) من الآلهة والرجال
- (2011) ممارسة الدولة[6]

## وصلات خارجية
- عبد الحفيظ مطالسي على موقع IMDb (الإنجليزية)
- عبد الحفيظ مطالسي على موقع قاعدة بيانات الأفلام العربية
- عبد الحفيظ مطالسي على موقع ألو سيني (الفرنسية)
- عبد الحفيظ مطالسي على موقع أول موفي (الإنجليزية)
- عبد الحفيظ مطالسي على موقع قاعدة بيانات الأفلام السويدية (السويدية)
- عبد الحفيظ مطالسي على موقع قاعدة بيانات الفيلم (الإنجليزية)
- عبد الحفيظ مطالسي على موقع كينوبويسك (الروسية)